# 立花理香の理香学研究所-広報室-
『立花理香の理香学研究所-広報室-』（たちばなりかのりかがくけんきゅうじょ こうほうしつ）は、2016年4月15日から2019年9月25日までニコニコチャンネルと連携した形で、ニコニコ生放送にて配信されていたインターネットラジオ番組。パーソナリティは声優の立花理香。

## 概要
2016年4月15日よりニコニコチャンネル「セカンドショットちゃんねる」で配信開始された、立花理香がパーソナリティを務める映像付きのラジオ番組。この番組は雑誌「声優パラダイスR」とタイアップしたものであった。
ニコニコでは配信直後にアフタートーク、および1週間のタイムシフト期間終了後に完全版のアーカイブが「セカンドショットちゃんねる」の有料会員限定で公開されていた。

## 配信時間
配信開始から2019年3月29日まで
隔週金曜日 23:00 - 23:30
2019年4月3日から配信終了まで
隔週水曜日 23:00 - 23:30

## 主なコーナー
報告書（ふつおた）
視聴者から募集したお便りを読む。
稟議書
研究員（視聴者）からコーナー案や立花にやってほしいこと等を募集する。
番組に寄せられた稟議書は「採用」「ペンディング」「不採用」といった具合に、立花が時に厳しく、時に優しく、判定を下す。
始末書
研究員（視聴者）が仕事・学校等の日常生活での「やらかし」を募集する、
正直に告白し、立花にお叱りの言葉をいただくというもの。
仮想アーカイブ
研究員（視聴者）から立花のブログのタイトルにありそうな言葉を募集する。
立花ギリギリ実験室！
研究員（視聴者）からお題にそったセリフを募集する。
立花がそのセリフを声優らしく感情を込めて読み上げていく。
ジャポリカ学習長
立花が様々な学習に挑戦し、その結果を記録する。内容は番組公式Twitterにて公開された。
理香学研究所-放送部-
ニコニコチャンネル有料会員限定でアフタートークとして配信される「残業中」のコーナー。理香研社歌に入れたいフレーズや新ジングル案を募集する。